# Bernwardpsalter

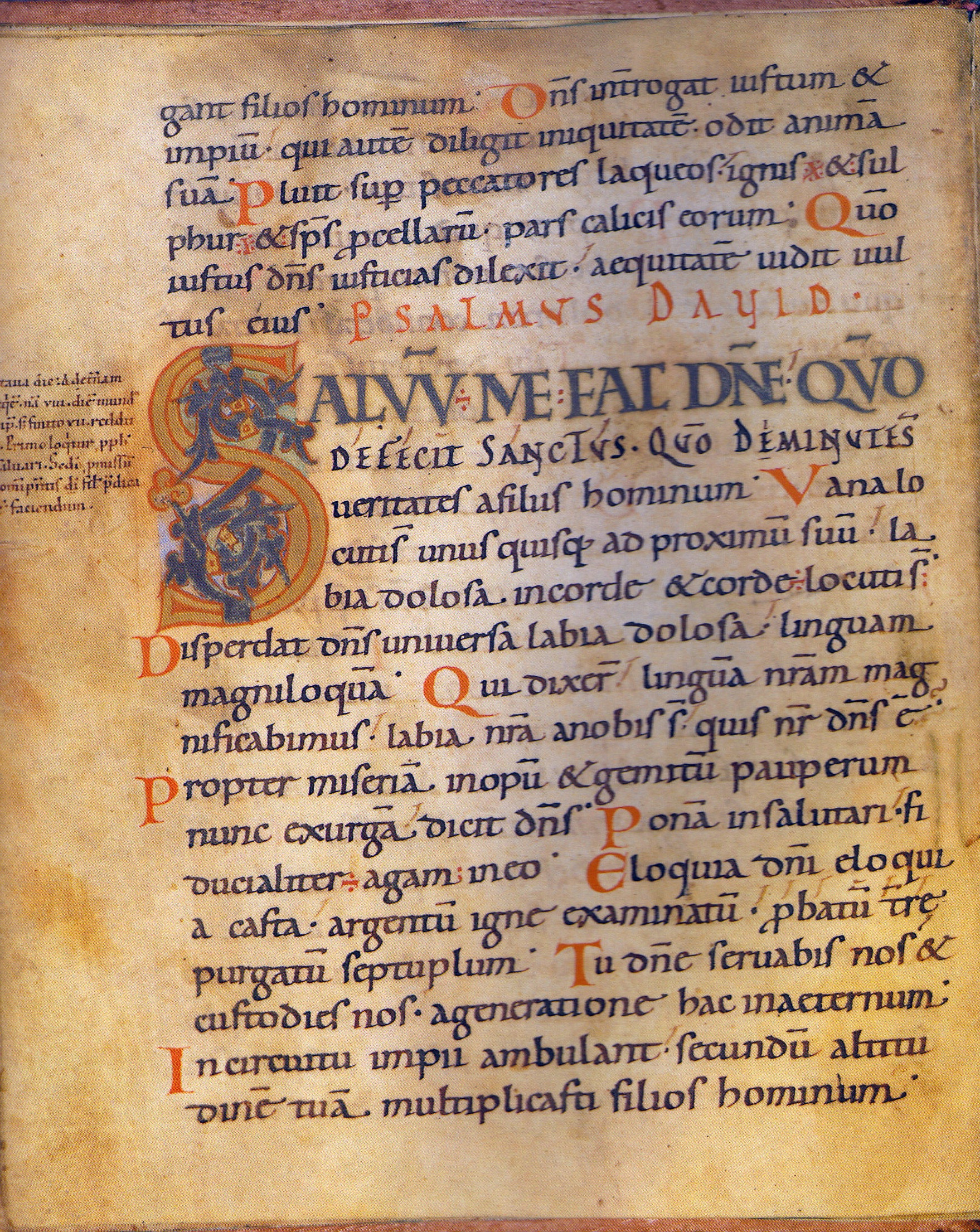
Bernwardpsalter: Initiale S und Beginn von Psalm 12 / Vulgata 11

Der Bernwardpsalter ist eine kostbare liturgische Handschrift im Besitz der Herzog August Bibliothek Wolfenbüttel. 
Er wurde zwischen 1010 und 1020 in Hildesheim von der Hand des Regensburger Kalligraphen und Buchmalers Guntbald in einer repräsentativen karolingischen Minuskel im schräg-ovalen Stil ausgeführt. Bischof Bernward gab die Handschrift in Auftrag. Das legt der hohe materielle und künstlerische Anspruch der Handschrift nahe, der – ungeachtet des Verlusts von drei Zierseiten – dem der drei anderen Guntbaldhandschriften (Hildesheim, Dom-Museum, DS 19, DS 33; Nürnberg, GNM, Cod. 29770) nahekommt. Aufgrund von Nachträgen und Modifikationen des Textes ist der Psalter seit ungefähr 1022 im Besitz des Michaelisklosters Hildesheim nachzuweisen. 

## Inhalt
Die Handschrift umfasst 141 großformatige Pergamentblätter. Es handelt sich um ein sogenanntes Psalterium gallicanum non feriatum, d. h. einen auf der Septuaginta basierenden Text, in dem die Psalmen nicht nach der vom Stundengebet vorgegebenen Ordnung, sondern kontinuierlich notiert sind. Vierzehn repräsentative, mit Silberranken verflochtene Goldinitialen untergliedern den Text, der damit eine kombinierte Dreier- und Dekadengliederung aufweist. Auf die Psalmen folgen Hymnen, Glaubensbekenntnisse (Credo, Athanasianum) und weitere Gebete. In der Heiligenlitanei sind zahlreiche Heilige aus dem süddeutschen Raum aufgeführt, darunter v. a. der hl. Emmeram. 
Am Ende der Handschrift wurde in der Mitte des 12. Jahrhunderts die Reliquienschenkung des Hildesheimer Domkanonikus Ricbertus an das Michaeliskloster eingetragen. Im 15. Jahrhundert fügten dort auch zwei Schreiber kolophonartige Verse hinzu, die den Psalter Bischof Bernward zueignen. Der Abt des Michaelisklosters, Johannes Jacke, ließ den Psalter im Jahre 1615 neu binden und gab ihn dabei inschriftlich sogar als Autograph Bischof Bernwards aus. Damit ist der Bernwardpsalter ein bedeutendes Zeugnis des Hildesheimer Heiligen- und Bernwardkults. Liturgiehistorisch dokumentiert er eine wichtige Entwicklungsstufe von Psalterhandschriften in Richtung Brevier und Stundenbuch.

## Geschichte

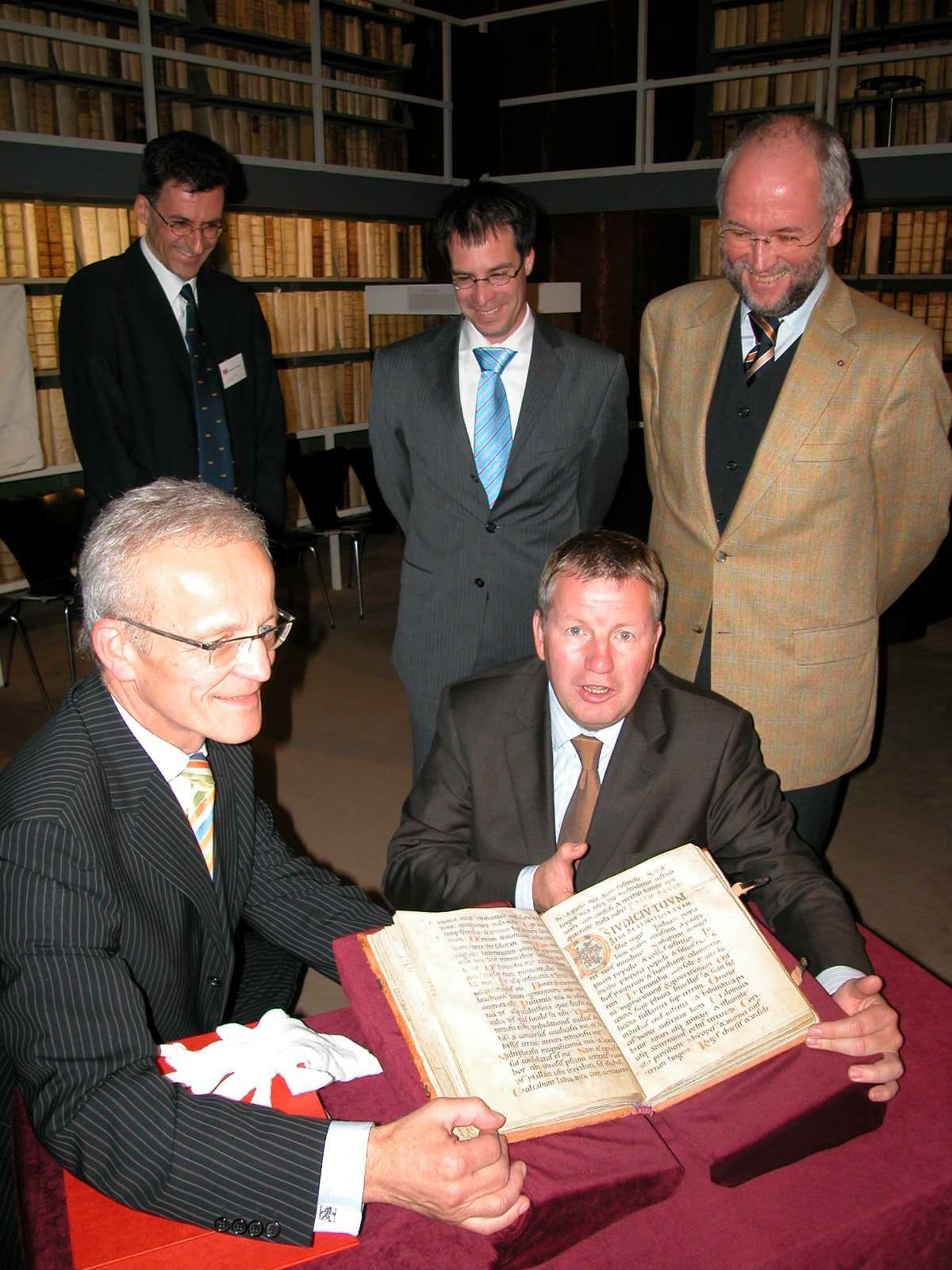
Übergabe des Bernward-Psalters an die Herzog August Bibliothek, 19. September 2007: Bibliotheksdirektor Helwig Schmidt-Glintzer (links); Landesminister Lutz Stratmann

Bereits im 17./18. Jahrhundert muss sich der Psalter gemäß einem nur schriftlich überlieferten Exlibris im Besitz des Freiherrn Dietrich Otto Corff gen. Schmising befunden haben. Dieser war ab 1669 als Domherr zu Münster, 1674 auch zu Hildesheim präsentiert und 1676 in das dortige Kapitel aufgenommen worden. Vermutlich gelangte der Psalter durch diesen Domherrn in den Besitz des Hauses Landsberg-Velen, da zwischen den Adelshäusern enge Verbindungen durch parallele Ämterausführung und biographische Verknüpfungen bestanden. Später wurde er als Depositum im Staatsarchiv Münster aufbewahrt. 2007 erwarb die Herzog August Bibliothek Wolfenbüttel den Psalter für 1,5 Millionen Euro aus Mitteln des Landes Niedersachsen und verschiedener Stiftungen.